# Enrico Scrovegni

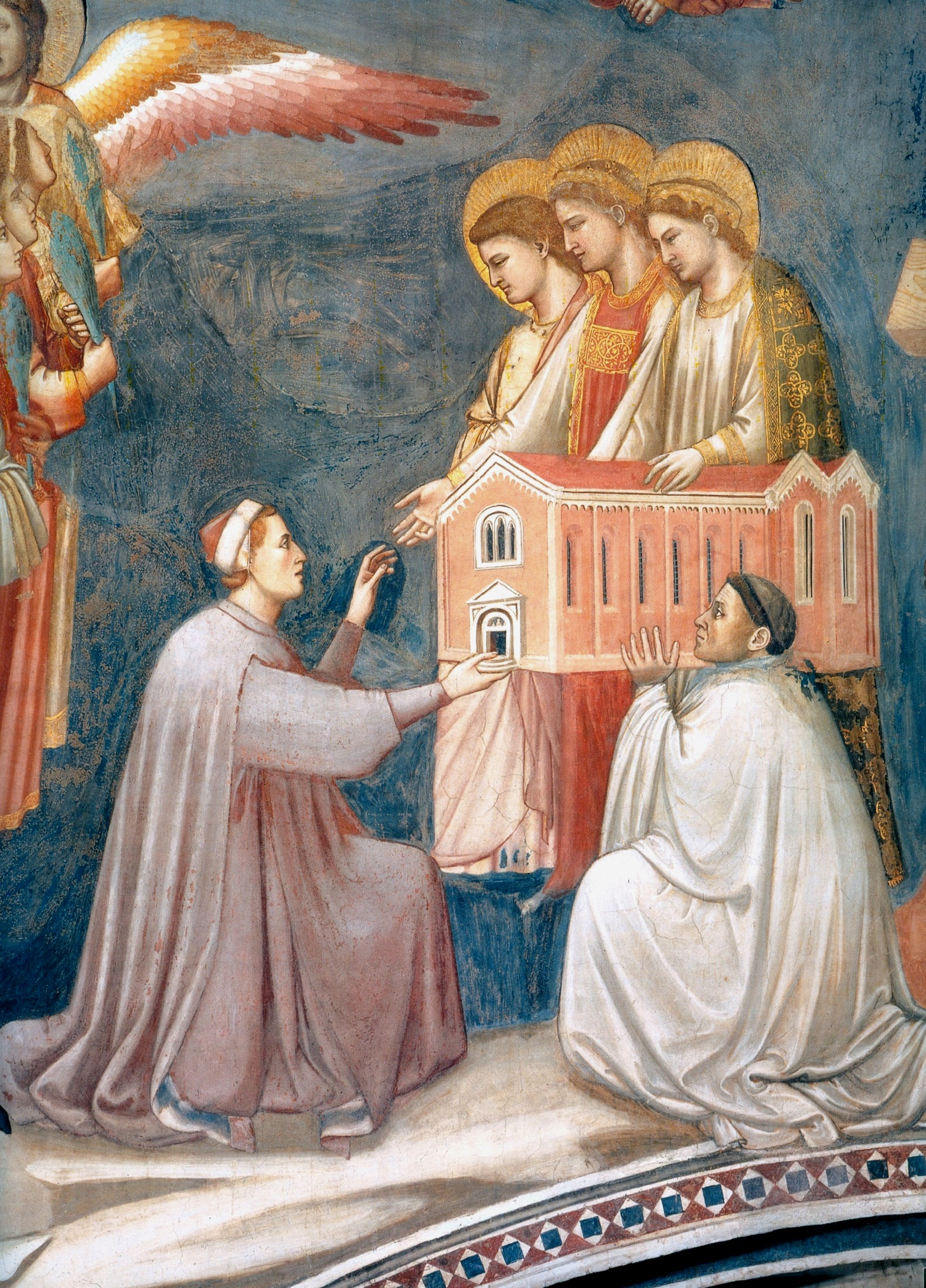
Padua, Cappella Scrovegni, Westwand, Giotto: Weltgericht ca. 1305 (Detail): Enrico Scrovegni übergibt ein Modell der Kapelle

Enrico Scrovegni  (* 13. Jahrhundert; † nach 1336 vermutlich in Venedig), auch Enrico di Rinaldo Scrovegni genannt, war ein adliger, vermögender Bankier und Patrizier der Stadt Padua. Er unterstützte die Machtübernahme der Familie da Carrara in der Stadt Padua und wurde durch die Stiftung der Cappella degli Scrovegni in Padua bekannt, die durch die Ausstattung mit Fresken durch den berühmten Maler Giotto di Bondone Weltruhm erlangte.

## Herkunft
Enrico di Rinaldo Scrovegni stammte aus einer alten Patrizierfamilie in Padua, die bereits im Jahre 1081 dem Rat von Padua angehörten. Der Reichtum der Familie beruhte auf Geldgeschäften, die seinen Vater, Rinaldo di Ugolino Scrovegni († vor 1289), durch Dante Alighieri (* um 1265; † 1321) in dessen „Göttlicher Komödie“ bekannt machten. Dante trifft dort im siebenten Höllenkreis auf die größten Wucherer seiner Zeit, die von Feuer und Hitze gequält werden. Sie sind zwar namentlich nicht genannt, können jedoch anhand der Wappen, die ihre Geldsäcke zieren, erkannt werden. So zeigen sich dort Angehörige der Familien der Gianfigliazzi aus Florenz, der Embriachi aus Genua sowie der del Dente aus Vicenza. Anhand seines Wappens – ein blaues trächtiges Schwein auf weißem Grund – ist auch Rinaldo di Ugolino Scrovegni, der Vater Enricos, identifizierbar, über den Dante schreibt:
Der aber eine blaue trächtige Sau

Auf seiner weißen Tasche zeigte, rief:

Was hast in dieser Grube du zu schaffen?

So geh denn, und weil du noch bist am Leben

Vernimm, dass bald mein Nachbar Vitaliano

Hier sitzen wird zu meiner linken Seite.

Die sind aus Florenz, ich aus Padua.

Oft tun sie meinen Ohren weh mit ihrem

Geschrei: Wo bleibt der oberste der Ritter,

Der bringen soll die Tasche mit den drei Böcken?

Das Maul verzog er drauf, und gleich dem Ochsen,

Der seine Nase leckt, wies er die Zunge.
Enricos Vater gelang es, durch sein Vermögen eine soziale, wirtschaftliche und politische Rolle zu spielen und durch eine geschickte Familienpolitik den sozialen Status seiner Familie gezielt anzuheben. Nachdem er durch seine Ehe mit Capellina Malcapelli, die aus einer Adelsfamilie aus Vicenza stammte, wichtige Verbindungen auch außerhalb der Stadt Padua geknüpft hatte, widmete er sich der Konsolidierung seines Besitzes durch den Erwerb zahlreicher Eigengüter und Lehen so u. a. in Sevazzano und Saccolongo.  Rinaldo hinterließ neben Enrico noch einen Sohn namens Manfredo Scrovegni.

## Leben

### Jugend
Enrico di Rinaldo Scrovegni wuchs in Padua in einem sehr wohlhabenden Umfeld im Haus eines damaligen „Oligarchen“ auf und genoss wohl auch eine entsprechend umfassende Erziehung nicht nur in geschäftlichen, sondern auch in kulturellen Fragen durch die Kontakte zu Geschäftsfreunden seines Vaters und durch die Nähe zum 1244 gegründeten Augustinerorden, der für die Förderung einer guten Ausbildung bekannt war.
Nach dem Tod seines Vaters erbte Enrico um 1290 – gemeinsam mit seinem Bruder Manfredo di Rinaldo und seinem Neffen Pietro di Bellotto – die Firma seines Vaters, wobei es ihm gelang, die von seinem Vater übernommenen Finanzgeschäfte zu vervielfachen und sein Vermögen, seinen politischen Einfluss und den sozialen Status seiner Familie weiter auszubauen.

### Heiratspolitik
Für den sozialen Aufstieges spielte auch die Heiratspolitik bei den Srcovegnis eine wesentliche Rolle. Enricos Schwestern Leonora und Adelaide Scrovegni sowie seine Nichte Agnola di Bellotto wurden mit Männern aus dem alten Adel Paduas, wie den Patario, den Papafava und den Capodivacca verheiratet. Enricos Nichte, Bartolomea di Manfredo Scrovegni heiratete Marsilio da Carrara, den zweiten Herren von Pavia aus dem Haus Carrara, starb jedoch 1333 jung und ohne Nachkommen.
Enrico perfektionierte diese Politik, indem er in erster Ehe eine Schwester von Ubertino da Carrara und in zweiter Ehe eine Tochter des Markgrafen Francesco d’Este heiratete.

### Die Cappella degli Scrovegni

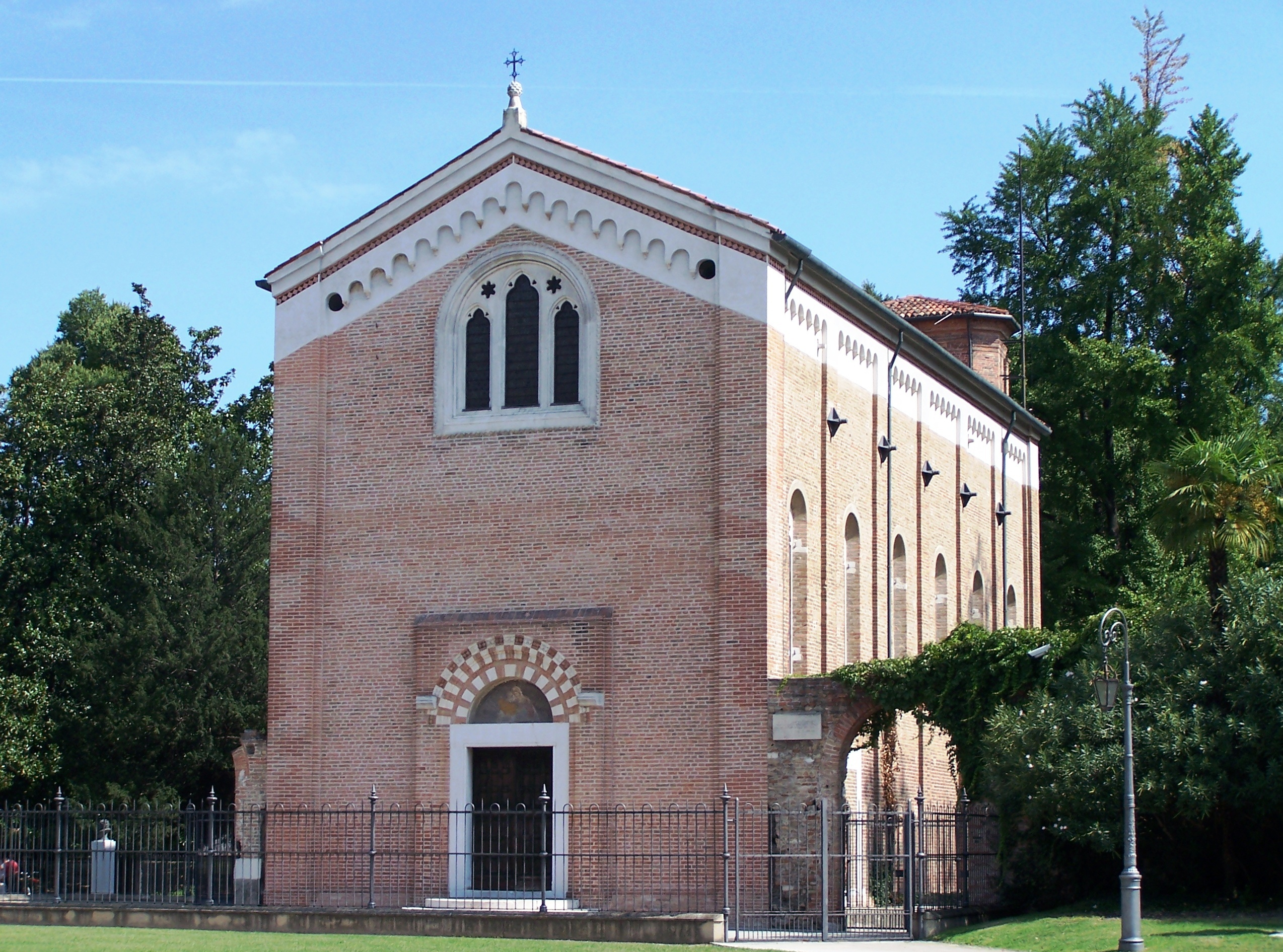
Außenansicht der Cappella degli Scrovegni

Den sichtbarsten Ausdruck dieser sozialen Ambitionen, wie auch der Verbundenheit Enricos zum Glauben und nicht zuletzt der Wunsch, sich selbst ein dauerhaftes Denkmal zu setzen, stellt die Cappella degli Scrovegni, auch Arenakapelle genannt, dar, die Enrico in Padua im Bezirk Arena mit großem Aufwand errichten ließ und die geradezu an fürstliche Prestigebauten erinnert. Der Legende nach war er jedoch dabei von edleren Motiven angetrieben, nämlich Abbitte für die von seinem Vater betriebenen Wuchergeschäfte zulasten der Bürger Paduas zu leisten, von denen viele dadurch ihr Vermögen verloren hatten.
Als ersten Schritt erwarb er am 6. Februar 1300 das für ein großzügiges Projekt erforderliche Gelände, die sogenannte „Arena“ in einem Außenbezirk von Padua, auf dem die Reste des verfallenen römischen Amphitheaters standen. Im Geist seiner Zeit, wo Finanzmagnaten den Einfluss des alten Adels zurückdrängten und deren Besitz aufkauften, erwarb Scrovegni das Grundstück von dem Adeligen Manfredo Dalesmanini († 1311), dem letzten Vertreter seiner im Niedergang befindlichen Familie.
Dass es Enrico Scrovegni nicht an Selbstbewusstsein mangelte, zeigt auch die Beschreibung seiner Person im Kaufvertrag, wo er sich als „nobilis et potens Miles D. Henricus Scovignius Magnificus civis Paduae“ (Etwa: „der edle und mächtige Ritter Herr Enrico Scrovegni, großartiger Bürger von Padua“) bezeichnet.
Auf diesem Grundstück ließ Scrovegni einen – seinem enormen Vermögen entsprechenden – prächtigen Palazzo und daneben eine angemessene Hauskapelle für die Familie errichten, mit deren Bau bereits 1302 begonnen wurde.
Heute ist von diesem großartigen Palazzo der Scrovegni nichts mehr zu sehen. Hingegen blieb die Kapelle erhalten, obwohl im 19. Jahrhundert ihr geplanter Abbruch nur durch eine Privatinitiative des Marchese Pietro E. Selvatico verhindert wurde. Im Jahre 1880 wurde die Kapelle von der Stadt Padua erworben und im 19. und insbesondere im 20. Jahrhundert mit moderner Technik restauriert. Aber es ist nur einem Zufall zu verdanken, dass die Bomben der Alliierten, welche die nur wenige Meter entfernte Kirche der Augustiner-Eremiten und die dortigen Fresken von Andrea Mantegna (* 1431; † 1506) trafen, nicht auf die Scrovegni-Kapelle fielen und sie zerstörten.
Die freistehende Kapelle ist von außen gesehen als Ziegelbau mit einer Länge von rund 21 Metern, einer Breite von etwas über acht Metern und einer Höhe von knapp über 18 Metern nicht sehr beeindruckend. Das Innere ist jedoch, durch die vermutlich zwischen 1304 und 1306 entstanden Fresken von Giotto di Bondone (* 1266/67; † 8. Jänner 1337) überwältigend und macht diese Kapelle nicht nur zum Hauptwerk des Meisters, sondern auch zu einem der bedeutendsten Kunstwerken der westlichen Kunst überhaupt.

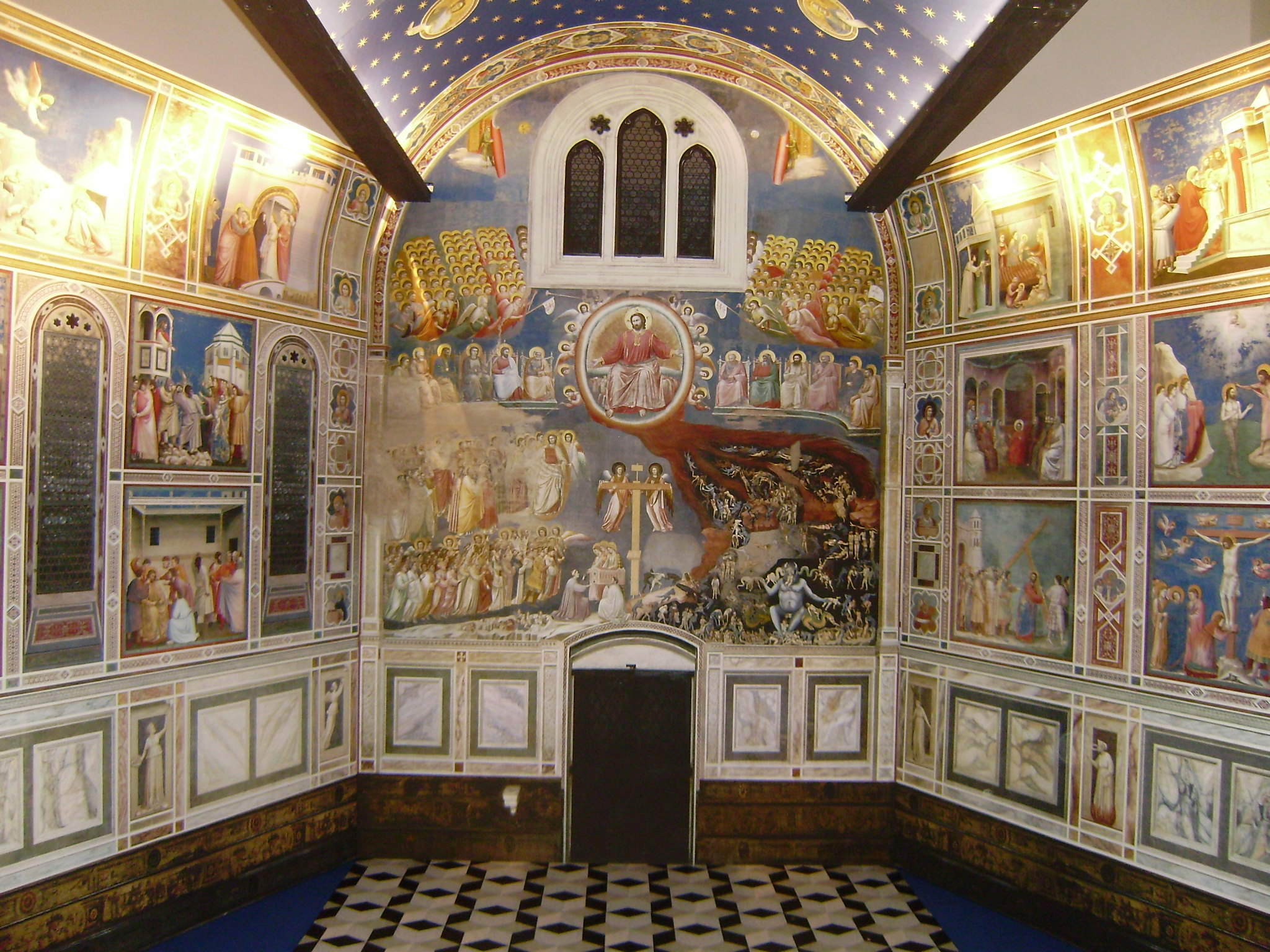
Blick in das Innere der Scrovegni-Kapelle

Für die Ausschmückung seiner Kapelle wählte Enrico Scrovegni einen bekannten Künstler aus, Giotto di Bondone, der nach zahlreichen erfolgreich abgeschlossenen Aufträgen in Florenz, in Assisi (Ausmalung des franziskanischen Hauptheiligtums), in Rom für Papst Bonifaz VIII. etc. auf dem Höhepunkt seines Schaffens stand. Zugleich beauftragte er Giovanni Pisano (* um 1250, † 1314) mit der Ausführung des plastischen Schmucks des Altars.
Nicht leicht zu eruieren ist, wer welchen Einfluss auf die Architektur und die malerische Ausschmückung der Kapelle hatte.
Der Bauherr Scovregni gab wohl die Richtlinien für das Projekt, wie die Größe der Kapelle und die Thematik für den geplanten Bilderzyklus vor, der – da er ein großer Verehrer Mariens war – deren Leben gewidmet ist. Bei der Konzeption der Darstellung spielt der Umstand eine Rolle, dass er religiös den Ideen des Augustinerordens nahestand, der 1245 durch die Vereinigung mehrerer Gruppen von Eremiten als Bettelorden entstanden war, sich durch demokratische Strukturen auszeichnete in der Laien eine wichtige Rolle spielten und sich der Predigt, Seelsorge und der Bildung in den Städten widmete. Scrovegni stand daher in engem Kontakt zu Alberto da Padova (* 1269; † 1328), der damals als der bedeutendste Theologe des Ordens galt. Heute geht man davon aus, dass die durchgehende theologische Gesamtkonzeption der Fresken, die den Betrachter in drei übereinander stehenden Bildfolgen durch das Leben Mariens – beginnend mit dem Leben ihrer Eltern, das über das Epos ihres eigenen Lebens, zum Drama und zur Glorie Christi führen, wesentlich von Alberto da Padova beeinflusst wurde.
Die Arbeiten am Bau des prunkvollen Palastes begannen vermutlich bereits im Jahre 1301. Die Kapelle sollte primär als privates Oratorium und als Grabstätte seiner Familie dienen. Zumindest der Legende nach soll eines seiner Motive für den Bau der Kapelle der Wunsch gewesen sein, durch diesen Baun für die Wuchertätigkeit seines Vaters Abbitte zu leisten.
Die erforderliche Genehmigung zum Bau der Kapelle, wurde vom Bischof von Padua Ottobono di Razzi († 1302) erteilt, worauf wohl unmittelbar mit der Errichtung des Gebäudes begonnen wurde, da die noch unfertige aber bereit benutzbare Kapelle bereits am 25. März 1303 in Anwesenheit Enricos und seiner Familie vom neuen Bischof von Padua, Pagano della Torre, der von 1302 bis 1319 als Bischof von Padua und von 1319 bis 1332 als Patriarch von Aquileia regierte, mit dem Patrozinium Santa Maria della Carità geweiht wurde. Nach Abschluss aller Arbeiten wurde die Kapelle neuerlich am 25. März 1305 – am Tag der Verkündigung – der Maria Annunziata geweiht, wobei aus diesem Anlass eine von Marchetto da Padova komponierte Motette gespielt wurde.
Die Kapelle hatte jedoch auch eine öffentliche Funktion, da sie das Ziel einer jährlichen Prozession war, die am Tag der Verkündigung Mariens stattfand und mit einem Mysterienspiel in der Arena endete. Um der Kapelle nicht nur eine künstlerische, sondern auch eine religiöse Sonderstellung zu geben, ließ Enrico seine Kontakte zum Heiligen Stuhl spielen und erlangte dadurch im Jahre 1304 von Papst Benedikt XI. (Niccolo di Boccasio) († 1304) das Privileg, wonach jedem Pilger, der die Kapelle besuchte, ein Sündennachlass gewährt wurde. Nicht alle waren jedoch vom Bau dieser prunkvollen Kapelle begeistert, denn es kam zum Streit mit dem benachbarten Kloster der Augustiner-Eremiten, die sich 1305 in einem Schreiben über den Bau selbst und über den (inzwischen verschwundenen) Campanile samt Glocken beschwerten, da diese „potius ad pompam et at vanam gloriam“ (d. h., etwa: voll Protz und eitler Ruhmsucht) seien.
Bemerkenswert ist, dass weder bei der Weihe noch im Beschwerdebrief der Bettelmönche die Hauptattraktion der Kapelle, nämlich die Fresken von Giotto, erwähnt wurden, was einige Kunsthistoriker zum Anlass nahmen, diese später zu datieren. Die ersten schriftlichen Zeugnisse, die die Fresken erwähnen, sind die Aufzeichnungen des Riccobaldo Ferrarese und des Francesco da Barberino aus der Zeit um 1312/1313, die damit bestätigen, dass die Arbeiten an den Fresken jedenfalls vor diesem Zeitpunkt abgeschlossen wurden.
Giotto schmückte die Wände der Kapelle mit 40 Darstellungen in drei übereinander liegenden Reihen aus, die Szenen aus dem Leben der Eltern von Maria, des heiligen Joachim und der heiligen Anna, aus dem Leben von Maria und aus dem Leben von Jesus Christus wiedergeben.
Bemerkenswert ist, dass sich bei mehreren der dargestellten Architekturelemente bereits Ansätze einer perspektivischen Darstellung finden, obwohl diese erst 100 Jahre später, um 1410 von Filippo Brunelleschi (* 1377; † 1446) mathematisch erfasst wurde. In der untersten Reihe finden sich monochrome Darstellungen der sieben Laster und der sieben Tugenden.

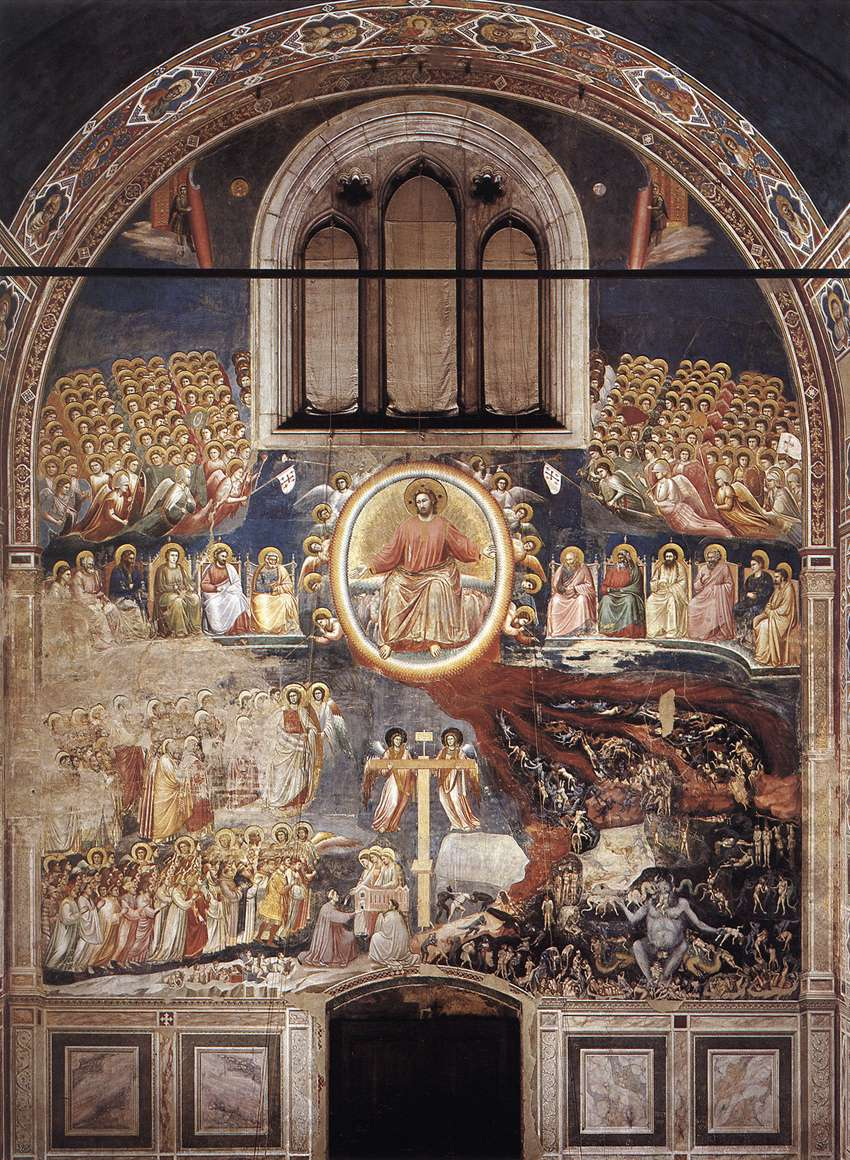
Giotto di Bondone – Das Jüngste Gericht – mit Enrico Scrovegni vor dem Kreuz als Stifter der Kapelle

Auf der westlichen Innenwand gegenüber dem Hauptaltar befindet sich eine Darstellung des Jüngsten Gerichts mit Visionen der Hölle und des Paradieses. Dort hat sich Enrico Scrovegni als Stifter der Kapelle der ein Modell derselben drei Engeln übergibt, verewigt.
In der Sakristei steht eine Skulptur des betenden Enrico und schließlich befindet sich hinter dem Altar sein Grabmonument aus weißem Marmor, wo er liegend dargestellt ist.

### Politische Rolle
Außerordentlich vermögend und ehrgeizig gewann Enrico Scrovegni auch innenpolitisch in Padua an Einfluss. Der Herrschaftsbereich von Padua umfasste zu Beginn des 14. Jahrhunderts nicht nur die Stadt und die von ihr abhängigen Ländereien, sondern auch die Kontrolle wichtiger anderer Städte, wie Vicenza, Bassano del Grappa und Rovigo. Angesichts des schwelenden Streites zwischen Guelfen und Ghibellinen hatte das guelfisch dominierte Padua Bündnisse mit dem Patriarchat von Aquileia, mit den Markgrafen von Este und mit der Republik Venedig geschlossen.
Einschneidend war die 1310 erfolgte Romfahrt des römisch-deutschen Königs Heinrich VII. (* 1278/79; † 1313) aus dem Haus Luxemburg, der die Kaiserkrönung anstrebte. Zugleich wollte er die Renovatio Imperii Romanorum, d. h., seine bereits im Reich begonnene Reformpolitik zur Stärkung der kaiserlichen Herrschaft auch in Italien fortsetzen. Dieses Programm begründete er in seinem Ketzergesetz, wo er festhielt, dass so wie Gott über alles im Himmel gebietet, alle Menschen auf Erden dem Kaiser zu gehorchen haben, denn es sei dessen Aufgabe, die Zersplitterung der weltlichen Herrschaften zu überwinden.
Ein Konflikt mit den guelfischen Städten in Italien war daher vorprogrammiert, die mangels freiwilliger Unterwerfung durch militärische Maßnahmen dazu gezwungen wurden. Auch das guelfische Regime in Padua stand daher auf der Abschussliste. Schließlich gelang es diplomatischen Bemühungen, an denen Scrovegni durch seine weitreichenden Beziehungen mitgewirkt haben dürfte, durch den Verzicht auf Vicenza eine Belagerung der Stadt zu vermeiden.
Die formelle Übertragung von Vicenza an den Herren der mit Padua um Einfluss rivalisierenden Stadt Verona, Cangrande I. della Scala (* 1291; † 1329), führte 1312 zur formellen Kriegserklärung von Padua an Verona. Mit erheblicher finanzieller Unterstützung durch Scrovengi führte Giacomo da Correggio die Streitkräfte von Padua zur Belagerung von Verona, die jedoch angesichts der Befestigungen Veronas und der militärischen Kompetenz von Cangrande erfolglos blieben. Nach einer Periode gegenseitiger Verwüstungen kam es erst nach dem Tod von Kaiser Heinrich VII. 1313 zu einem Waffenstillstand. Die Friedensverhandlungen führte 1318 Enrico Scovrengi mir Cangrande della Scala.
Dieser äußere Konflikt führte in Padua zu internen Zerwürfnissen und Regierungsumbildungen, bis schließlich 1318 – dank der massiven finanziellen und politischen Unterstützung durch Enrico Scrovegni – Giacomo da Carrara wegen seiner ausgewogenen Haltung zum offiziellen Vermittler und militärischem Kommandanten eingesetzt wurde und damit de facto die bis 1405 andauernde Herrschaft der Familie da Carrara über Padua begann.

### Emigration und Ableben
Das gute Einvernehmen mit dem verschwägerten Haus der da Carrara, das seine Macht wesentlich Scovregni verdankte, zerbrach jedoch bald an Meinungsverschiedenheiten zwischen Giacomo da Carrara und Scovregni. Die Besetzung von Padua durch Cangrande della Scala veranlasste Enrico schließlich 1320 dazu, Padua – und damit seinen neu erbauten Palast und die prachtvolle Kapelle – zu verlassen und sich mit seiner Familie in Venedig niederzulassen.
Er kehrte im Jahre 1328 für die kurze Zeit nach Padua zurück, geriet jedoch in Streit mit Marsilio da Carrara, den zweiten Herren von Pavia, der mit Enricos Nichte, Bartolomea di Manfredo Scrovegni verheiratet war und kehrte nach Venedig zurück, wohin er inzwischen seine Finanzgeschäfte verlagert hatte. Er starb im Exil, vermutlich in Venedig im Jahre 1336.

## Ehe und Nachkommen
Enrico Scrovegni heiratete in erster Ehe eine – namentlich unbekannte – Tochter von Jacopino da Carrara und der Fina Fieschi aus Genua, die eine Schwester von Ubertino Novello da Carrara war, der von 1338 bis 1345 als Herr von Padua regierte.
In zweiter Ehe heiratete er Jacopina d’Este, eine Tochter von Francesco d’Este († 1312) der 1282 den Besitz der Este in Padua geerbt hatte und Herr von Reggio war und der Orsina Orsini, einer Tochter des Bertoldo Orsini. und Nichte von Nikolaus III. (Giovanni Gaetano Orsini) der von 1277 bis 1280 als Papst regierte.
Enrico war damit nicht nur mit den Herren von Ferrara, von Carrara und Padua, sondern auch mit der alten römischen Patrizierfamilie der Orsini und über seinen Schwager Bertoldo d’Este auch mit den Grafen von Camino und mit den Herren von Mailand aus dem Haus der Visconti verschwägert. Er war dadurch zum Teil des Netzwerkes der führenden politischen Familien im nördlichen Italien geworden.

### Nachkommen
Unbekannt aus welcher Ehe hatte Enrico Scrovegni zumindest eine Tochter und zwei Söhne:
- Giovanna Scrovegni, ⚭ Marco Corner (* um 1288; † 1368) Doge von Venedig von 1365 bis 1368 auf ihn geht der Flügel des Dogenpalastes zurück, der gegenüber von San Marco errichtet wurde.
  - Ein Sohn und zwei Töchter[12]
- Bartolomeo di Enrico Scrovegni. Er kehrte mit seinem Bruder Mitte des 14. Jahrhunderts nach Padua zurück und spielte unter der Herrschaft von Francesco „il Vecchio“ (dem Alten) da Carrara, in Padua eine gewisse politische Rolle.
- Ugolino di Enrico Scrovegni. ⚭ Luca de‘ Rossi di Parma. Er war von 1361 bis 1362 sowie von 1369 bis 1371 Podestà von Belluno und 1374 bis 1375 sowie 1376 bis 1390 „Capitano del Populo“ (Etwa ziviler Stadtkommandant) von Florenz. Er beteiligte sich jedoch später an einem missglückten Aufstand gegen Francesco „Novello“ da Carrara – Herr von Padua von 1388 bis 1406, dem Nachfolger von Francesco il Vecchio[1] – wurde daher in den Verliesen des Kastells zu Padua gefangen gesetzt, floh jedoch später nach Venedig.
  - Dessen Söhne Giacomo und Enrico di Ugolino Scrovegni zeichneten sich im Dienst von Francesco „il Vecchio“ da Carrara, dem Herren von Padua von 1360 bis 1388, als Kondottieri in der Schlacht von Piove di Sacco aus und begleitete diesen auf seiner Feldzügen gegen Chioggia und Treviso.

## Weblink
- Virtueller Besuch der Cappella degli Scrovegni in italienischer Sprache

| Personendaten    | Personendaten                                     |
| ---------------- | ------------------------------------------------- |
| NAME             | Scrovegni, Enrico                                 |
| ALTERNATIVNAMEN  | Scrovegni, Enrico di Rinaldo (vollständiger Name) |
| KURZBESCHREIBUNG | italienischer Bankier                             |
| GEBURTSDATUM     | 13. Jahrhundert                                   |
| STERBEDATUM      | nach 1336                                         |
| STERBEORT        | Venedig                                           |